# アピタタウン金沢ベイ

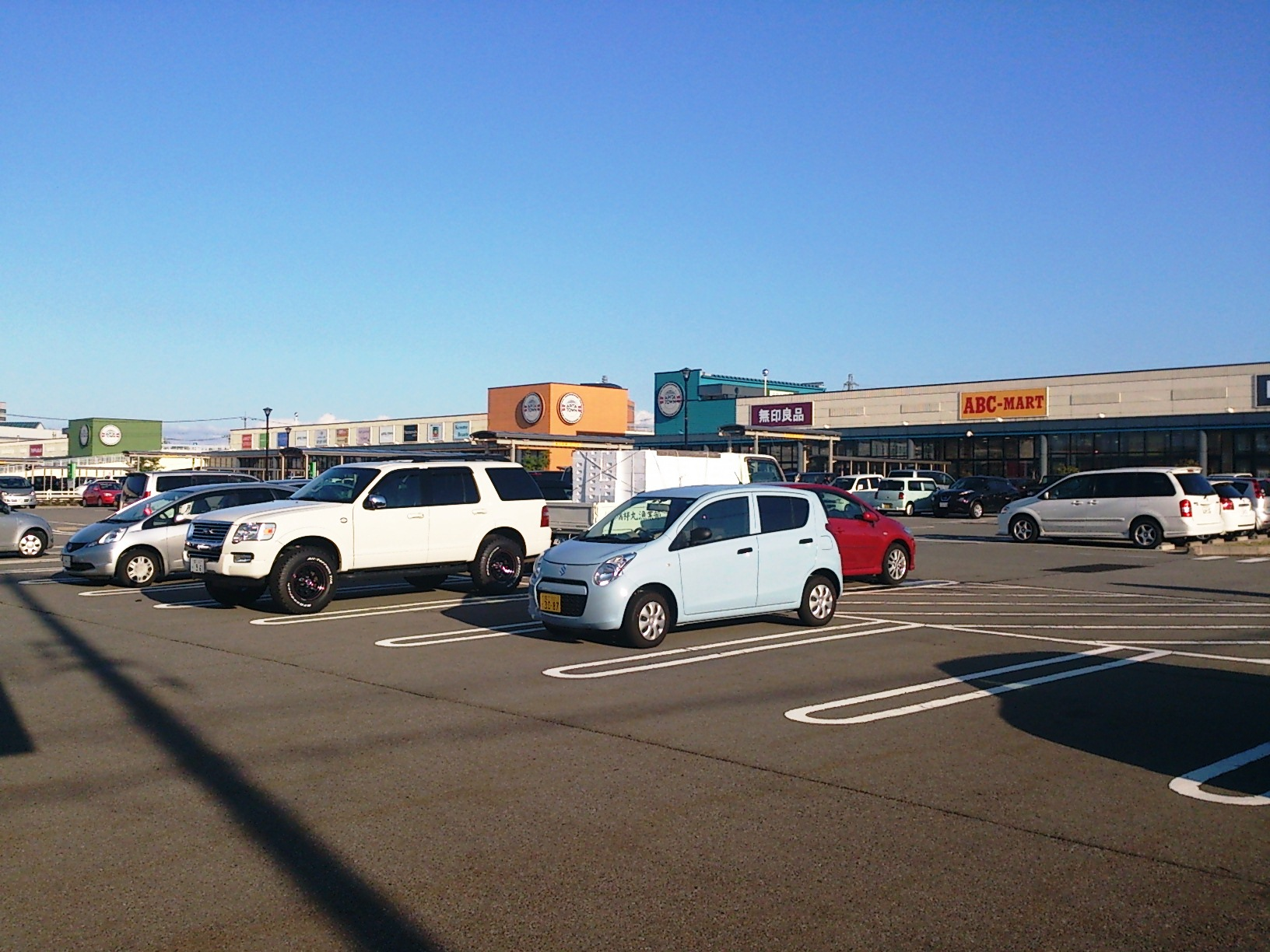
手前からカイテキ・キレイ・ホホエミの各ポート

アピタタウン金沢ベイ（アピタタウンかなざわベイ）は、石川県金沢市無量寺にある分散型オープンタイプのショッピングモール。一部を除きユニーが運営している。

## 概要
2006年7月、SC名称「メガロ金沢（仮称）」として建設を発表。金沢市の大型店条例により、一体型の大きな施設では出店出来なかったため、東京ドーム約2個分の敷地を8つの街区に分け、大小13棟で構成するという新しい取組みとして建設がなされた。仮称は建設中の翌年7月に「アピタタウン金沢ベイ」と改められた。
2007年11月22日、ユニー直営の食料品スーパー部分と、非直営の飲食店、衣料品店、生活用品店等が揃う第1次開発部分（A - E、J街区）が開業。
2008年10月25日、映画館やボウリング場などを備えたアミューズメント施設「金沢コロナワールド」がオープンして全体の整備が完了した。なお、金沢コロナワールドはアピタタウン内の施設であるが、ユニーではなく、コロナワールドが管理・所有している。
2010年12月25日、コロナワールド内のアミューズメント施設に「パチンココロナ」がオープンし、最終的に完成をみた。
なお、SCのコンセプトは『ライフスタイル・サテライトタウン』「Just Fit × 365DAY」 笑顔と夢が集う街としている。2009年にユニー直営の中核店舗「アピタ食品館」は「ピアゴ」にストアブランドを変更したが、ショッピングモール名のアピタタウンは継続使用されている。
2016年11月26日、コロナワールド内に「MEGAドン・キホーテ金沢鞍月店」がオープン。なお、UDリテールの運営ではなく株式会社ドン・キホーテによる運営の店舗である。
2021年6月30日、核店舗のピアゴ金沢ベイ店を食の殿堂ユーストア金沢ベイ店として、リニューアルオープンした。

## テナント
各店舗の詳細は、公式サイトの フロアガイド を参照。
シンセン・ポート ■（アピタタウンA街区（21街区））
※ 日曜日は9:00 - 21:00となる（1月・2月は10:00 - 21:00）。
- 食の殿堂ユーストア金沢ベイ店

2007年の開業時は「アピタ食品館金沢ベイ」として開店。ユニーの店舗ブランド再編に伴い、2009年2月に「ピアゴ金沢ベイ店」に改称の上、2021年6月30日、ディスカウント型食料品専門店「食の殿堂ユーストア」にブランド転換しリニューアルオープン。
- マツモトキヨシ - 石川県内2号店として開店。
- FUJIYA
- おやつ村
- ソフトバンクショップ - 旧鞍月店より移転し開店。
- ドコモショップ - 旧県庁前店より移転し開店。

カイテキ・ポート ■（アピタタウンB街区（22街区））
- 無印良品 - 石川県内2号店として開店。
- ライトオン
- ABCマート
  - ファミリー寿司割烹まる（別棟）

キレイ・ポート ■（アピタタウンC街区（23街区））
- @cosme store（コスメ）
- チュチュアンナ＆トメ（アクセサリー・インナー）
  - 石焼ステーキ贅（別棟）

ホホエミ・ポート ■（アピタタウンD街区（24街区））
- アカチャンホンポ - 石川県内1号店。
- ユニクロ - 旧金沢鞍月店より移転し開店。

ゲンキ・ポート ■（アピタタウンE街区（16街区））
- スーパースポーツゼビオ

オシャベリ・ポート ■（アピタタウンF街区（17街区））
- アミング（リビング雑貨）
- まいうーカルビ（焼肉）

クツロギ・ポート ■（アピタタウンG街区（18街区））
- フィッシャーズ（釣具） - 石川県内1号店として開店。
- ボノボーノ（イタリア食堂）

オモシロ・ポート ■（区画整理事業地内H街区（20街区））
- 金沢コロナワールド - 石川県内1号店として開店。
- MEGAドン・キホーテ金沢鞍月店

## 整備状況
第2次開発
- 物販・飲食店を中心に構成する2棟を建設（F、G街区、2008年5 - 6月開業）。

第3次開発
- コロナワールドが複合映画館を中心にした総合アミューズメント施設を建設、約1000台収容の立体駐車場も併設されている（H、I街区、2008年10月25日開業）。
- 6年間の定期賃貸借契約の満了に伴い、2014年2月21日-同年5月末にかけてキレイポートを中心にテナントの一部入れ替えと改装を行った。

## 交通アクセス
車
- 北陸自動車道 金沢西ICあるいは金沢東ICより石川県庁方向へ5 - 10分。

公共交通
- 金沢駅西口バス停より北鉄バスで「無量寺ベイパーク前」「金沢西高校」「畝田中三丁目」「戸水西」各バス停より徒歩で5 - 10分。
- 敷地内へ乗り入れる路線バスの路線は設定されていない。